# شهرستان گالدوگوب
شهرستان گالدوگوب یک منطقهٔ مسکونی در سومالی است که در مدج واقع شده‌است.